# Игуман Георгије (Бојић)
Георгије Бојић (Јазак, 8. јул 1908 — Шабац, 8. април 1946) био је православни јеромонах, старешина манастира Троноше, у Лозници и капетан ЈВуО као и командант Јадарске четничке бригаде.

## Биографија
Замонашио се 1934. године, а од 1936. је био старешина Манастира Троноше у чину јеромонаха. Био је резервни капетан Југословенске војске и почетком Другог светског рата придружио се Југословенској војсци у отаџбини и постао командант Јадарске четничке бригаде. Учествовао је у бици за Лозницу 1941.
Носио је надимак „Џиџо“ или „Џиџа“. Опеван је у песми „Ој Рачићу здраво здраво“, заједно са пуковником Драгославом Рачићем.
Ухапшен је уочи своје славе у децембру 1945. године. Суђење је укупно трајало око три и по месеца, укључујући и време за жалбу на смртну пресуду.
Стрељан је на Доњошорском гробљу у Шапцу 8. априла 1946. године.